# Maurandya
Maurandya es un género con 37 especies de plantas de flores de la familia Scrophulariaceae. 

## Especies seleccionadas
- Maurandya acerifolia
- Maurandya antirrhiniflora
- Maurandya atrosanguinea
- Maurandya barclaiana
- Maurandya coccinea
- Maurandya epixiphium
- Maurandya erecta

- Datos: Q2715835
- Multimedia: Maurandya / Q2715835
- Especies: Maurandya